# Kismarja
Kismarja é um município da Hungria, situado no condado de Hajdú-Bihar. Tem 47,17 km² de área e sua população em 2015 foi estimada em 1.254 habitantes.